# Frans Preumayr
Frans Carl Preumayr (även stavat Preuijmeijer), född 1782 i Ehrenbreitstein, död 1853 i Stockholm, var en tyskfödd musiker (fagottist) och militärmusikdirigent, främst verksam i Sverige.
Preumayr, vilken från 1811 var medlem av Kungliga Hovkapellet i Stockholm, betecknades av den samtida kompositören och dirigenten Jacob Niclas Ahlström som "den störste fagott-virtuos som funnits i Sverige" med tillägget att denne även väckt beundran vid framträdanden i andra länder (han gjorde konsertframträdanden i Frankrike, Tyskland och England). I Sverige hedrades han bland annat med ledamotskap i Kungliga Musikaliska Akademien, Vasaorden och så småningom en kunglig pension. Tack vare den kunde han dra sig tillbaka från tjänstgöringen i Hovkapellet. Han fortsatte dock att ända fram till sin död verka som militärmusiker i mindre skala vid Upplands dragonmusik och Kalmar regemente. Tidigare hade han även varit musikdirektör vid Första livgrenadjärregementet och vid Svea Livgardes musikkår. I samband med en stor militärövning på Ladugårdsgärde 1843 anförde Preumayr en samlad orkester av inte mindre än 598 militärmusiker i ett uruppförande av en marsch komponerad för Svea Livgarde av kronprins Oscar. Han var även 1832-1853 anförare för Par Bricoles sångkör.
Preumayrs hustru Sofia var dotter till hans äldre musikerkollega, klarinettisten och kompositören Bernhard Crusell, och tillsammans med hornisten Johann Michael Friedrich Hirschfeld har Crusell och Preumayr beskrivits som "stommen bland blåsarna i Hovkapellet" under början av 1800-talet. Preumayr har även arrangerat en del av svärfaderns kompositioner, däribland dennes hornkonsert i F-dur.
Också Frans Preumayrs båda bröder Conrad och Carl var fagottister i Hovkapellet, den senare verkade dock även som cellist samt som operasångare och skådespelare.

## Musikverk
- 4 nummer.[5]
- Marsch i F-dur för piano.[5]
- Sorgmarsch i c-moll för piano.[5]
- Variationer för kromatisk trumpet. Uppförd oktober 1805.[5]
- Stycken för turkisk musik.[5]